# Hugues des Orges
Hugues des Orges (Villeberny, ... – Basilea, 19 agosto 1436) è stato un arcivescovo cattolico francese.

## Biografia
Nato a Villeberny, è probabilmente il figlio del notaio Renaud des Orges.
Nel 1417 si laurea a Parigi in diritto canonico e giurisprudenza. Probabilmente ordinato sacerdote nel 1398, è diventato canonico di Châlons-en-Champagne e, nel 1401, arcidiacono di Artenay. Dal 1415 fino alla sua morte è consigliere fidato del duca Giovanni di Borgogna.
Il 3 settembre 1416 è eletto vescovo di Chalon.
Grazie all'influenza del duca Giovanni è nominato da papa Martino V arcivescovo di Rouen il 19 gennaio 1431. Tuttavia prende possesso della cattedra vescovile solamente il 12 aprile dell'anno successivo e si insedia solennemente il 22 agosto. Il pallio gli viene imposto l'11 dicembre 1435.
Muore a Basilea il 19 agosto 1436; viene sepolto nella chiesa cittadina di Saint-Pierre.

## Stemma
| Image | Stemma |
| ----- | --- |
| \| \| | Hugues des Orges Arcivescovo di Rouen e consigliere del duca di Borgogna Al centro di uno scudo azzurro, un leone coronato, irto e lampassato di rosso. |
|       | |